# Рипабликан Сити (Небраска)
Рипабликан Сити (енгл. Republican City) град је у америчкој савезној држави Небраска.

## Демографија
По попису из 2010. године број становника је 150, што је 59 (-28,2%) становника мање него 2000. године.
| Група             | 2000.       | 2010.       |
| Белци             | 207 (99,0%) | 148 (98,7%) |
| Афроамериканци    | 0 (0,0%)    | 0 (0,0%)    |
| Азијати           | 0 (0,0%)    | 0 (0,0%)    |
| Хиспаноамериканци | 2 (1,0%)    | 2 (1,3%)    |
| Укупно            | 209         | 150         |